# Jack van Poortvliet
Pas d'image ? Cliquez ici

a Compétitions nationales et continentales officielles uniquement.

b Matchs officiels uniquement.
Dernière mise à jour le 13 août 2023.
Jack van Poortvliet, né le 15 mai 2001 à Norwich (Angleterre), est un joueur international anglais de rugby à XV évoluant au poste de demi de mêlée. Il joue en Premiership au sein du club des Leicester Tigers depuis 2019, ainsi qu'en équipe d'Angleterre depuis 2022.

## Biographie

### Jeunesse et formation
Jack van Poortvliet naît à Norwich dans le comté de Norfolk. Il grandit dans le village de Colby. Il possède des origines néerlandaise, d'où son nom de famille à consonnance néerlandaise, par son arrière-arrière grand-père qui a quitté les Pays-Bas pour acquérir une ferme dans le Norfolk. Son père, Jeff, est un ancien joueur de rugby évoluant au poste de troisième ligne aile, ayant joué pour North Walsham RFC (en) et les Saracens.
Jack van Poortvliet débute le rugby au club de North Walsham RFC (en) où il a notamment été entraîné par son père. Dès l'âge de douze ans il rejoint l'Academy de Leicester Tigers (le centre de formation). Ensuite, il étudie à la Oakham School (en) dès ses treize ans et joue pour l'équipe de rugby de l'établissement.
Initialement, il joue comme demi d'ouverture, avant d'être installé définitivement comme demi de mêlée.
Avec l'équipe des moins de 18 ans des Tigers, il remporte le championnat lié à cette catégorie lors de la saison 2017-2018, puis fait le doublé l'année suivante. À l'issue de cette seconde saison victorieuse, il se voit offrir une place dans l'effectif development (espoir).

### Carrière en club
Jack van Poortvliet fait ses débuts professionnels le 21 septembre 2019 en Premiership Rugby Cup lors d'un match contre les Worcester Warriors. Quelque mois plus tard, il est retenu en tant que titulaire pour disputer son premier match en Championnat d'Angleterre contre les Sale Sharks. Il dispute cinq rencontres cette saison-là, étant barré par Ben White et Ben Youngs.
La saison suivante, au mois de février 2021, il inscrit son premier essai professionnel lors d'une défaite en Premiership contre les Harlequins, un essai qui remporte le prix de l'« essai de la semaine » pour cette journée-là. Il gagne en temps de jeu malgré l'arrivée de Richard Wigglesworth et passe devant Ben White dans la hiérarchie qui est transféré en fin de saison,.
En 2021-2022, il est le demi de mêlée de l'effectif des Tigers ayant disputé le plus de matchs durant cette saison. Il découvre la Coupe d'Europe et est titularisé lors de trois des cinq rencontres qu'il dispute, dont deux lors des huitièmes de finale aller-retour victorieux contre l'ASM Clermont Auvergne contre qui il inscrit son premier essai européen. Toutefois, il ne dispute pas le quart de finale contre le Leinster Rugby. Par la suite, il est retenu pour jouer la demi-finale de Premiership contre Northampton où il remplace Ben Youngs, il ne dispute pas la finale mais devient champion d'Angleterre.
En septembre 2022, alors qu'il est devenu un joueur important de l'effectif, dont il a été le capitaine à plusieurs reprises, il signe une prolongation de contrat avec son club formateur. En fin de saison, son club est successivement éliminé de la Champions Cup en quart de finale face au Leinster, puis de la Premiership en demi-finale par les Sale Sharks, il est respectivement titulaire puis remplaçant lors de ces deux rencontres. Avec son club, il dispute dix-huit matchs, dont huit en tant que titulaire, et inscrit deux essais durant la saison. 

### Carrière en sélection nationale

#### Équipe d'Angleterre des moins de 20 ans
Jack van Poortvliet représente tout d'abord l'équipe d'Angleterre des moins de 20 ans pour le Tournoi des Six Nations des moins de 20 ans 2020, il dispute trois rencontres mais la compétition est ensuite annulé après la quatrième journée à cause de la pandémie de Covid-19.
Il est ensuite retenu pour l'édition 2021, il dispute les cinq journées en tant que titulaire et inscrit deux essais contre l'Écosse et le Pays de Galles,,. Il a notamment été capitaine de cette sélection durant cette compétition qu'il remporte avec ses coéquipiers tout en réalisant le Grand Chelem et est notamment élu meilleur joueur de la compétition,.

#### Équipe d'Angleterre
Van Poortvliet est sélectionné avec l'équipe d'Angleterre, pour les tests d'été 2022, par Eddie Jones. Il honore ses trois premières capes contre l'Australie et inscrit un essai qui ne peut toutefois pas empêcher la défaite anglaise lors du premier test. Par la suite, il connaît également sa première titularisation lors de la deuxième rencontre victorieuse pour les anglais. Il est sélectionné pour les tests de novembre suivant, où il est l'auteur de prestations convaincantes et est notamment titularisé lors de trois des quatre rencontres devant l'emblématique Ben Youngs,.
Le nouveau sélectionneur du XV de la Rose, Steve Borthwick qui est également son ancien entraîneur chez les Leicester Tigers, le retient dans sa première sélection de 36 joueurs pour disputer le Tournoi des Six Nations 2023. Ce dernier en fait son titulaire indiscutable au poste de demi de mêlée, van Poortvliet est titulaire lors des cinq rencontres de la compétition pour son premier Six Nations, mais son équipe termine à une décevante quatrième place. Après et pendant le Tournoi, il est pourtant décrié en Angleterre pour son manque d'expérience et les performances convaincantes d'Alex Mitchell en sortie de banc,. Fin juin 2023, il est de nouveau sélectionné avec l'Angleterre dans un groupe de 41 joueurs pour les matchs de préparation à la Coupe du monde 2023,. Finalement, début août, il est définitivement sélectionné pour la Coupe du monde. Le 12 août 2023, lors d'un test match de préparation contre le pays de Galles, il est contraint de sortir du terrain dès la première période après une blessure à la cheville. De ce fait, il est contraint de déclarer forfait pour la compétition et est remplacé par Alex Mitchell.

## Statistiques

### En club
| Saison    | Club             | Compétition                | Matchs | Points | Essais |
| --------- | ---------------- | -------------------------- | ------ | ------ | ------ |
| 2019-2020 | Leicester Tigers | Championnat d'Angleterre   | 4      | 0      | 0      |
| 2019-2020 | Leicester Tigers | Challenge européen         | 0      | 0      | 0      |
| 2019-2020 | Leicester Tigers | Premiership Rugby Cup (en) | 1      | 0      | 0      |
| 2020-2021 | Leicester Tigers | Championnat d'Angleterre   | 14     | 10     | 2      |
| 2020-2021 | Leicester Tigers | Challenge européen         | 2      | 0      | 0      |
| 2021-2022 | Leicester Tigers | Championnat d'Angleterre   | 19     | 15     | 3      |
| 2021-2022 | Leicester Tigers | Coupe d'Europe             | 5      | 5      | 1      |
| 2021-2022 | Leicester Tigers | Premiership Rugby Cup (en) | 3      | 5      | 1      |
| 2022-2023 | Leicester Tigers | Championnat d'Angleterre   | 13     | 5      | 1      |
| 2022-2023 | Leicester Tigers | Champions Cup              | 5      | 5      | 1      |
| Total     | Total            | Total                      | 66     | 45     | 9      |

### En équipe nationale
| Année | Compétition | Matchs | Points | Essais |
| ----- | ----------- | ------ | ------ | ------ |
| 2022  | Test matchs | 7      | 10     | 2      |
| 2023  | Six Nations | 5      | 0      | 0      |
| 2023  | Test matchs | 2      | 0      | 0      |
| Total | Total       | 14     | 10     | 2      |

| Numéro | Date            | Lieu                            | Adversaire | Compétition | Résultat | Score |
| ------ | --------------- | ------------------------------- | ---------- | ----------- | -------- | ----- |
| 1      | 2 juillet 2022  | Perth Stadium, Perth            | Australie  | Test match  | Défaite  | 30-28 |
| 2      | 6 novembre 2022 | Stade de Twickenham, Twickenham | Argentine  | Test match  | Défaite  | 29-30 |

## Palmarès

### En club
- Vainqueur du Championnat d'Angleterre en 2022 avec Leicester Tigers.

### En équipe nationale
- Équipe d'Angleterre des moins de 20 ans
  - Vainqueur du Tournoi des Six Nations des moins de 20 ans en 2021 (Grand Chelem).

#### Tournoi des Six Nations
| Édition          | Rang | Résultats Angleterre | Résultats van Poortvliet | Matchs van Poortvliet |
| ---------------- | ---- | -------------------- | ------------------------ | --------------------- |
| Six Nations 2023 | 4e   | 2 v, 0 n, 3 d        | 2 v, 0 n, 3 d            | 5/5                   |

Légende : v = victoire ; n = match nul ; d = défaite ; la ligne est en gras quand il y a Grand Chelem.

### Individuel
- Meilleur joueur du Tournoi des Six Nations des moins de 20 ans en 2021.